# 40241 Deienno
40241 Deienno este o planetă minoră (asteroid) din Inner Main Belt⁠(d). A fost descoperită pe 15 noiembrie 1998 la Stația Anderson Mesa de Lowell Observatory Near-Earth-Object Search. 
Obiectul prezintă o orbită caracterizată de o semiaxă mare de 1,9586011495732 UAi, o excentricitate de 0,050866801823094, o înclinație de 17,561748192231 ° în raport cu ecliptica.